# 劉太
劉太（前2世纪?—前180年），又作劉泰，汉惠帝最幼子，生母不详。

## 生平
前188年，惠帝駕崩，臨朝聽政的吕太后立西汉前少帝為皇帝。前184年前少帝因不受控制被呂太后所廢殺，恆山王劉弘登基，即「後少帝」，劉太被立为昌平侯。
前181年二月，封吕王，不久改为濟川王，又改封梁王。
前180年呂太后駕崩，陳平、周勃、灌婴等大臣列侯和齐王刘襄、楚王劉交等打算消滅把持政權的呂姓外戚，發動了誅殺諸呂的事變，之后諸大臣称劉弘與漢惠帝諸子血緣不明，是呂后由宮外迎來的私生子，絕對不是汉惠帝的親生儿子，将他與其兄弟劉太、劉武、劉朝等一併杀害。